# Hruba Bula

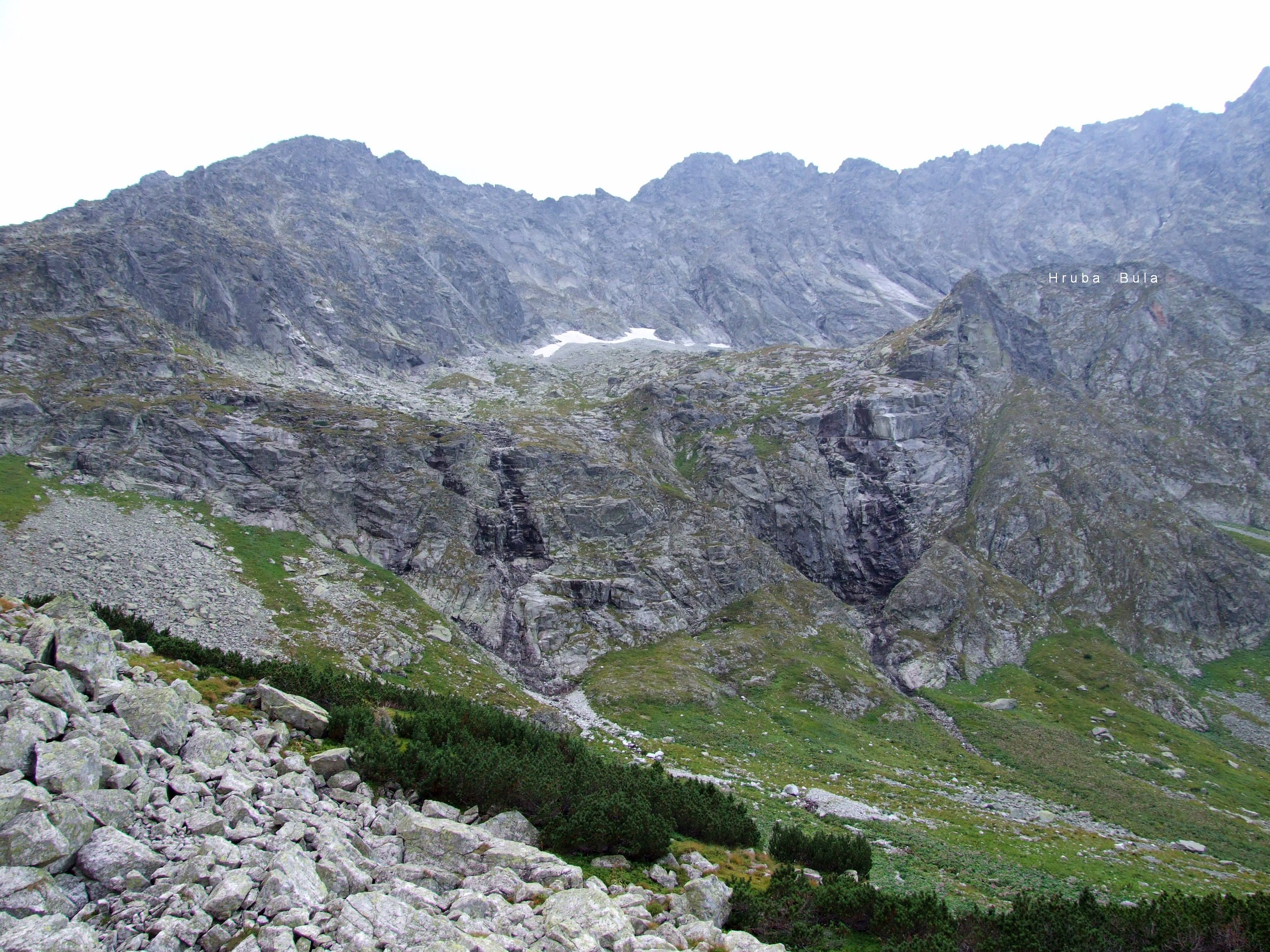
Widok z Doliny Hlińskiej na Hrubą Bulę, Wielki Ogród i Grań Hrubego

Hruba Bula – wznosząca się na wysokość około 1950 m bula w Dolinie Hlińskiej w słowackich Tatrach Wysokich. Znajduje się w progu kotła lodowcowego o nazwie Wielki Ogród. Do dna Doliny Hlińskiej opada pionową ścianą o wysokości około 200 m. Według Władysława Cywińskiego wygląda jak po ciosie gigantyczną siekierą i prawdopodobnie powstała w wyniku wielkiego obrywu. U jej podstawy powstał wówczas wielki stożek piargowy. Było to dawno – świadczy o tym bujny rozwój porastającej go roślinności. Ściana buli jest prawie tak ostra jak krawędź Galerii Gankowej. Do 2008 r. nie została zdobyta. Są w niej dwa skalne żebra. Znajdujące się na wysokości około 1780 m podstawy ich ostróg są najniższymi punktami ściany. Z najwyższego punktu Hrubej Buli, pomiędzy tymi żebrami wcina się w ścianę szeroka, piarżysto-trawiasta zatoka. Ściana nad nią ma wysokość około 120 m. 
Po obydwu stronach Hrubej Buli okresowo spływają wody, a zimą spadają lawiny śnieżne. Po prawej stronie (patrząc od dołu) zimą tworzy się lodospad o kącie nachylenia do 90 stopni. Lewą stroną prowadzi droga wspinaczkowa – dojście z Doliny Hlińskiej do Wielkiego Ogrodu (I w skali tatrzańskiej, czas przejścia 45 min). Wiedzie ona wielkim, płytowym zachodem między dwoma lewymi ściekami Wielkiego Ogrodu.
Autorem nazwy buli jest Władysław Cywiński.